# Faculdade de Engenharia Mecânica da Unicamp
A Faculdade de Engenharia Mecânica (FEM) é uma das unidades da Universidade Estadual de Campinas (UNICAMP). É responsável pelos cursos de graduação em Engenharia Mecânica e em Engenharia de Controle e Automação (Mecatrônica), além de fornecer estrutura e cursos específicos para a formação dos alunos de outras unidades da Unicamp de acordo com as necessidades destas. Também ministra cursos de pós-graduação em Engenharia Mecânica, Engenharia de Petróleo e Planejamento Energético.

## Departamentos
- DMC  - Departamento de Mecânica Computacional
- DSI  - Departamento de Sistemas Integrados
- DE   - Departamento de Energia
- DEMM - Departamento de Engenharia de Manufatura e Materiais